# Liste von Muschelmuseen
Muschelmuseen sind Museen, die sich auf die Präsentation von „Muscheln“ (im internationalen Sinne von seashells) spezialisiert haben. Die deutsche Sprache kennt als Übersetzung für seashells nur das altertümliche Wort „Conchylien“, das die Gehäuse von Weichtieren (Mollusken, also vor allem Schnecken und Muscheln) und einigen anderen Wirbellosen umfasst, die Bezeichnung „Muscheln“ ist aus biologischer Sicht als Oberbegriff nicht geeignet.
Manche Muschelmuseen bezeichnen sich fälschlich als Museen, sie sind lediglich Ausstellungen, weil ihnen der Forschungsaspekt der Arbeit und der konservatorische Aspekt der wissenschaftlichen Bearbeitung der eigenen Sammlung fehlt. Viele Muschelmuseen beschränken sich nicht auf Mollusken, sondern zeigen auch andere maritime Exponate wie Perlen, Korallen oder Bernsteine.
Dazu zählen:

## Australien
- Western Australian Museum[1]

## China
- Dalian Shell Museum

## Dänemark
- Sneglehuset[2] in Thyborøn

## Deutschland

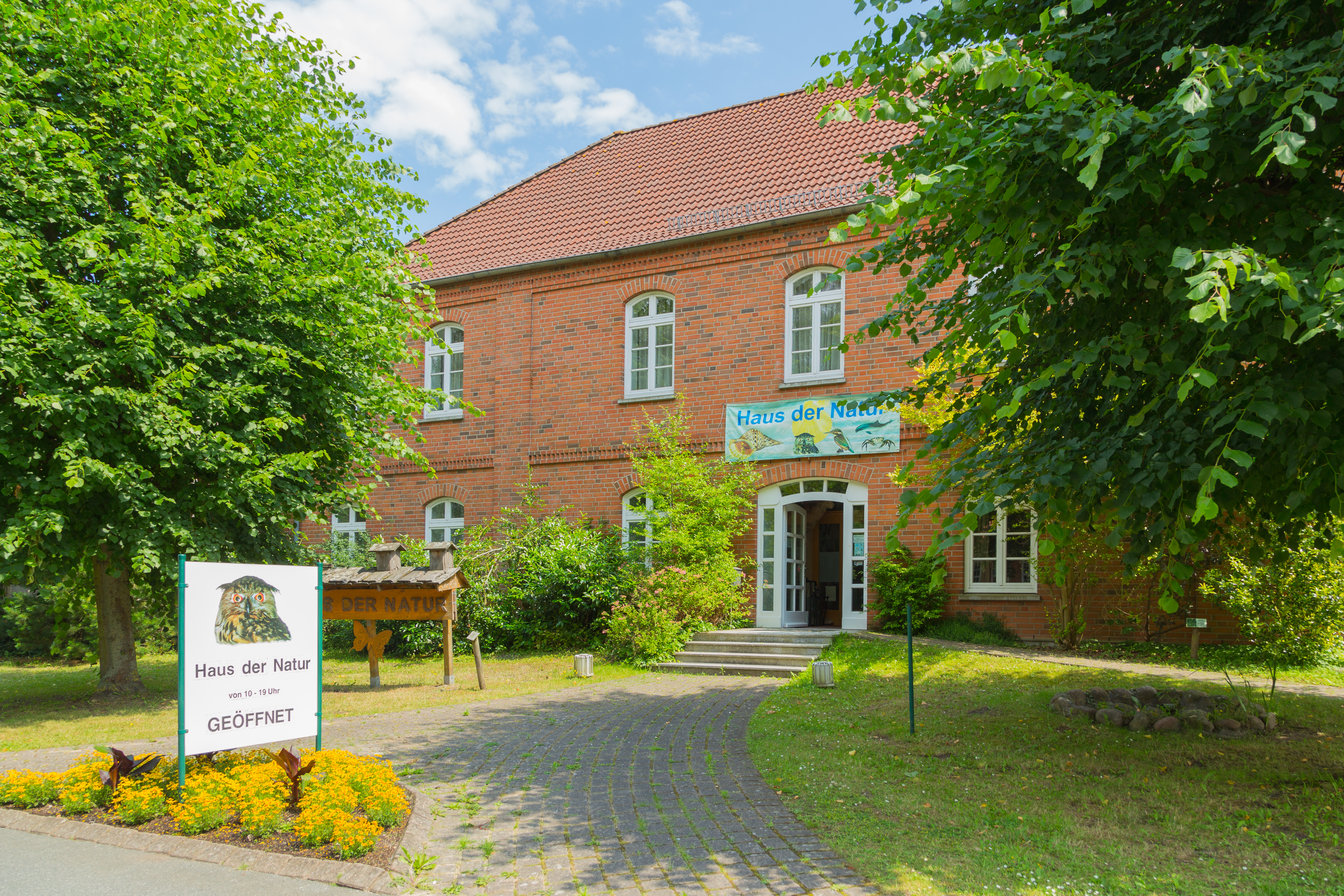
Haus der Natur Cismar

- Internationales Muschelmuseum Hooksiel[3] in Hooksiel
- Kurioses Muschelmuseum Wremen[4] in Wremen
- Muschelmuseum Spiekeroog[5] auf der Nordseeinsel Spiekeroog
- Haus der Natur[6] in Cismar
- Muschelmuseum Ochsenhausen[7] in Ochsenhausen

## Griechenland
- Corfu Sea Shell Museum (Μουσειο θαλασσης) (2018 geschlossen und Privatsammlung aufgelöst)[8]

## Indien
- Alice Garg National Seashells Museum, Jaipur[9]
- Sea Shell Museum - Nagoa, Diu[10]

## Kuwait
- Kuwait’s Seashells Museum at Yaum Al-Bahaar

## Niederlande
- Muzeeaquarium Delfzijl

## Südkorea
- Seogwipo's World Seashell Museum,  557-1 Seohong-dong, Seogwipo City[11][12]

## Thailand
- Bangkok Sea Shell Museum[13]
- Phuket Seashell Museum[14]
- Muschelmuseum Rayong

## USA
- Bailey-Matthews Shell Museum, 3075 Sanibel-Captiva Road, Sanibel, Florida 33957 USA[15]
- Muschelmuseum Balboa
- Of Sea and Shore – Museum of Shells and Natural History, Port Gamble, Washington[16]
- Discovery Seashell Museum in Ocean City[17]